# لاژوویتسه
لاژوویتسه (به چکی: Lážovice) یک منطقهٔ مسکونی در جمهوری چک است که در ناحیه بروون واقع شده‌است.